# ザルツブルガーノッケルン

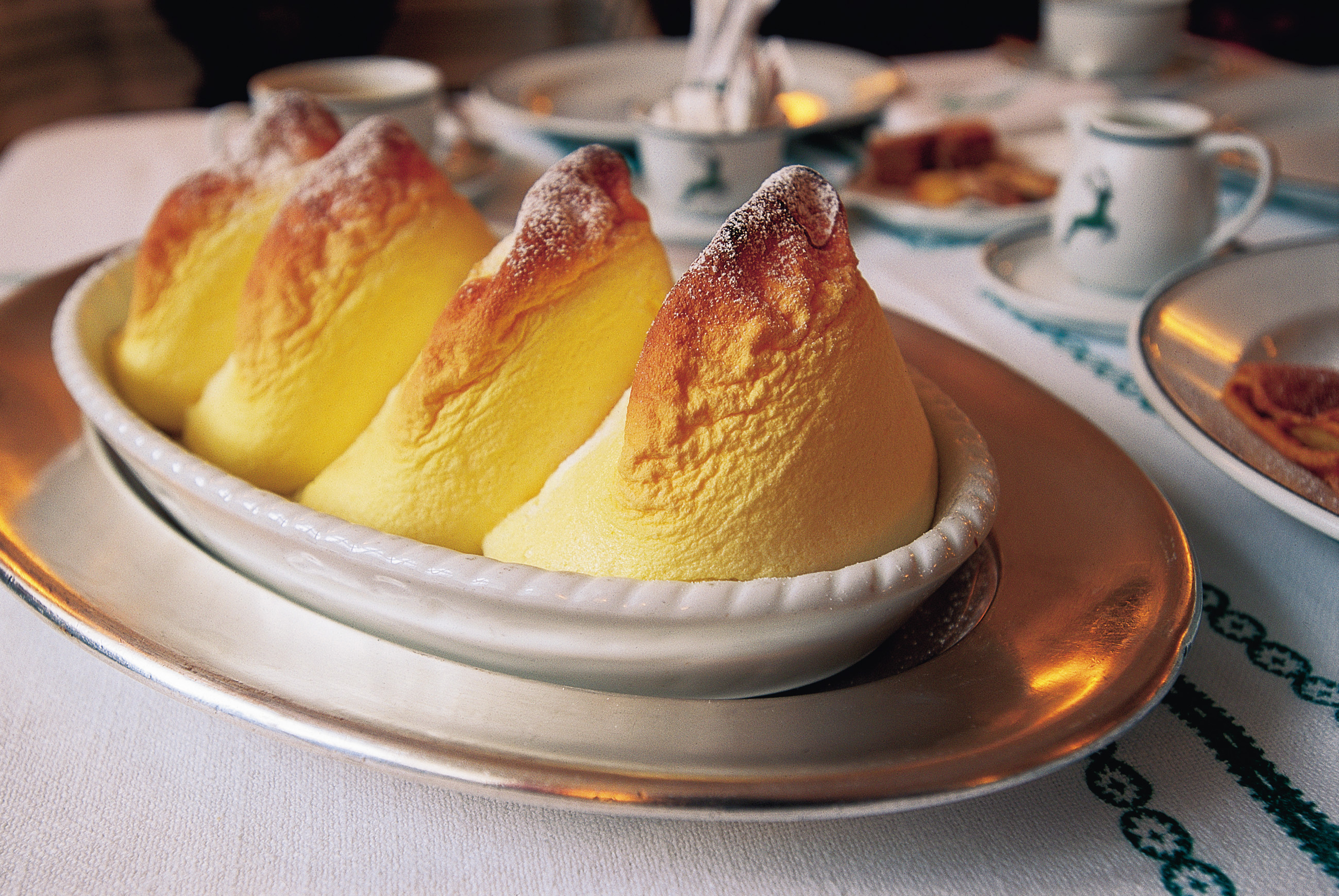
ザルツブルガーノッケルン

ザルツブルガーノッケルン（Salzburger Nockerln）は、オーストリア料理のデザート。ザルツブルガーノッカルンとも呼称する。

## 概要
ザルツブルクの郷土料理として知られ、菓子の名前は「ザルツブルクの山々」を意味する。
アウフラウフ（スフレ）の一種で、泡立てた卵白に小麦粉、砂糖を加えてグラタン皿に入れ、オーブンで焼き上げる。アウフラウフ、シュマーレン、パラチンケンなどのメールシュパイゼキュッヒェ（小麦粉などの穀類で作った料理）はオーストリアでは主食にされることが多いが、ザルツブルガー・ノッケルンが主食になることはあまりない。
16世紀からすでに食卓に上っていたといわれ、オーストリア皇帝フェルディナント1世はこの料理を食していた。